# Ipomoea schlechtendalii
Ipomoea schlechtendalii är en vindeväxtart som beskrevs av Roberto de Visiani. Ipomoea schlechtendalii ingår i släktet praktvindor, och familjen vindeväxter. Inga underarter finns listade i Catalogue of Life.